# Impatiens rangoonensis
Impatiens rangoonensis är en balsaminväxtart som beskrevs av Joseph Dalton Hooker. Impatiens rangoonensis ingår i släktet balsaminer, och familjen balsaminväxter. Inga underarter finns listade i Catalogue of Life.